# Straat Florida

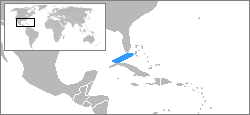
Locatie Straat Florida

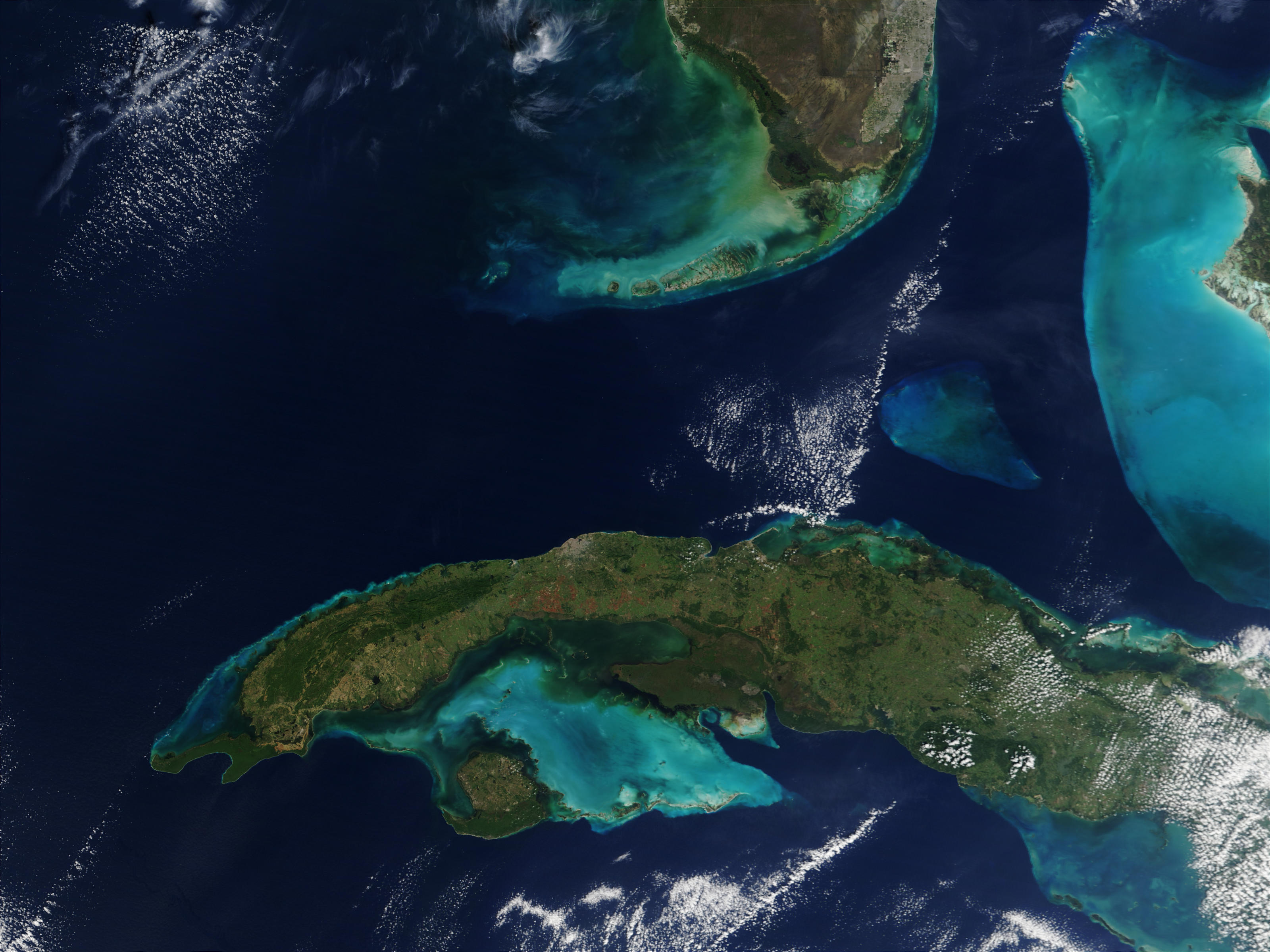
Satellietfoto van Straat Florida

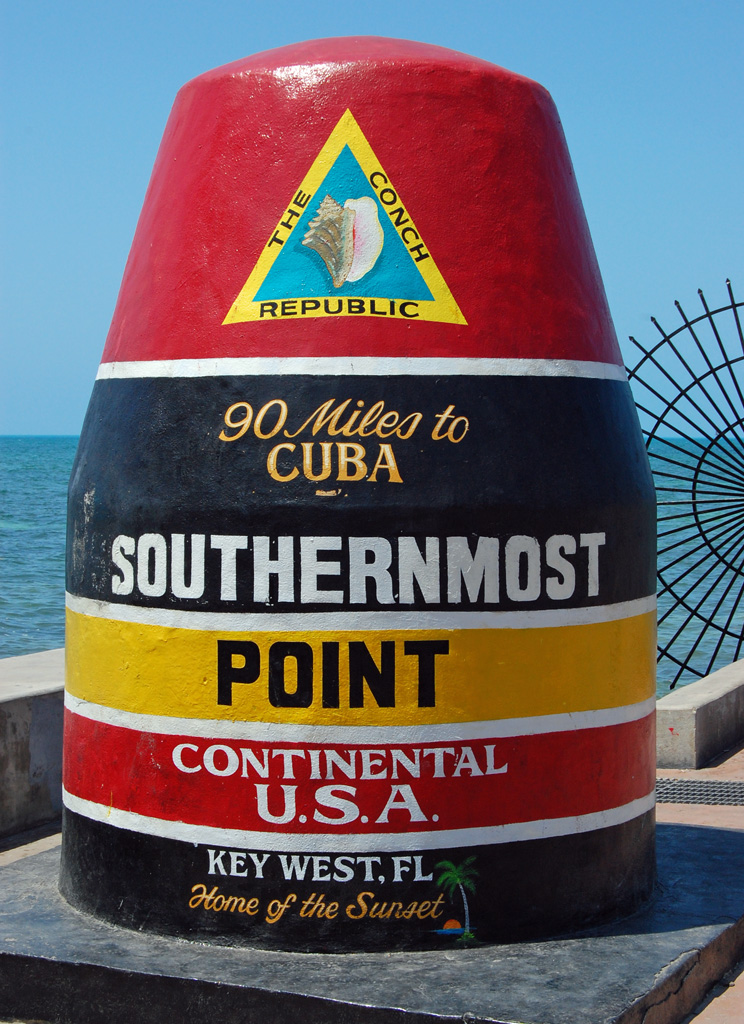
Key West: 90 Miles to Cuba

De Straat (van) Florida is een zeestraat tussen Florida (Verenigde Staten) en Cuba. De straat verbindt de Golf van Mexico met de Atlantische Oceaan. 
Tussen Key West en Cuba is de straat het smalste met 150 kilometer. Het diepste punt lig zo'n 1800 meter onder de zeespiegel. De Floridastroom gaat door deze straat van west naar oost en is het begin van de Golfstroom.
In de straat ligt de archipel Florida Keys. Deze worden voor een deel met de Overseas Highway met het vasteland van Florida verbonden.